# Rhabdadenia madida
Rhabdadenia madida, conocida comúnmente como rosa de los esteros, es una especie de planta fanerógama de la familia Apocynaceae.

## Taxonomía
La especie fue descrita inicialmente como Echites madidus por José Mariano da Conceição Vellozo y publicada en Florae Fluminensis 3: 112, t. 42, en 1829, actualmente es tanto un sinónimo como el basónimo de esta; y ulteriormente, sería transferida al género Rhabdadenia por John Miers en On the Apocynaceae of South America 121, en 1878.

#### Etimología
Ver: Rhabdadenia
madida: epíteto latino que significa "empapada, húmeda".